# 泰爾洛
49°28′7″N 22°46′38″E / 49.46861°N 22.77722°E
泰爾洛（羅馬化：Terlo）是烏克蘭西部的村莊，隸屬利維夫州的桑比爾區。該村始建於1415年，面積2.16平方公里，海拔高度428米，人口926，人口密度每平方公里428.7人。